# 许东活
许东活（1925年—），男，朝鲜族，吉林延吉人，中国导演，吉林省延边歌舞团一级导演，国家有突出贡献话剧艺术家。